# Gola di Kresna
La gola di Kresna (in bulgaro Кресненско дефиле?) o il passo di Kresna è una ripida valle nel sud-ovest della Bulgaria, che si estende per circa 18 km. La gola è stata formata dal fiume Struma, che scorre dai monti Vitoša. La gola di Kresna ha una ricca biodiversità ma è stata messa sotto pressione dal progetto di costruzione dell'autostrada Struma, una nuova tappa del corridoio transeuropeo n. 4.   A sud, la gola taglia in due la riserva naturale di Tisata.
La gola è stata il luogo della battaglia della gola di Kresna tra Bulgaria e Grecia durante la seconda guerra balcanica del 1913. L'esercito greco fu minacciato dall'accerchiamento nella valle, ma a causa dell'avanzata dell'esercito romeno contro la capitale indifesa Sofia, la Bulgaria dovette accettare un armistizio e il conseguente trattato di pace a Bucarest, sfavorevole alle aspirazioni territoriali della Bulgaria.

## Terreno e clima

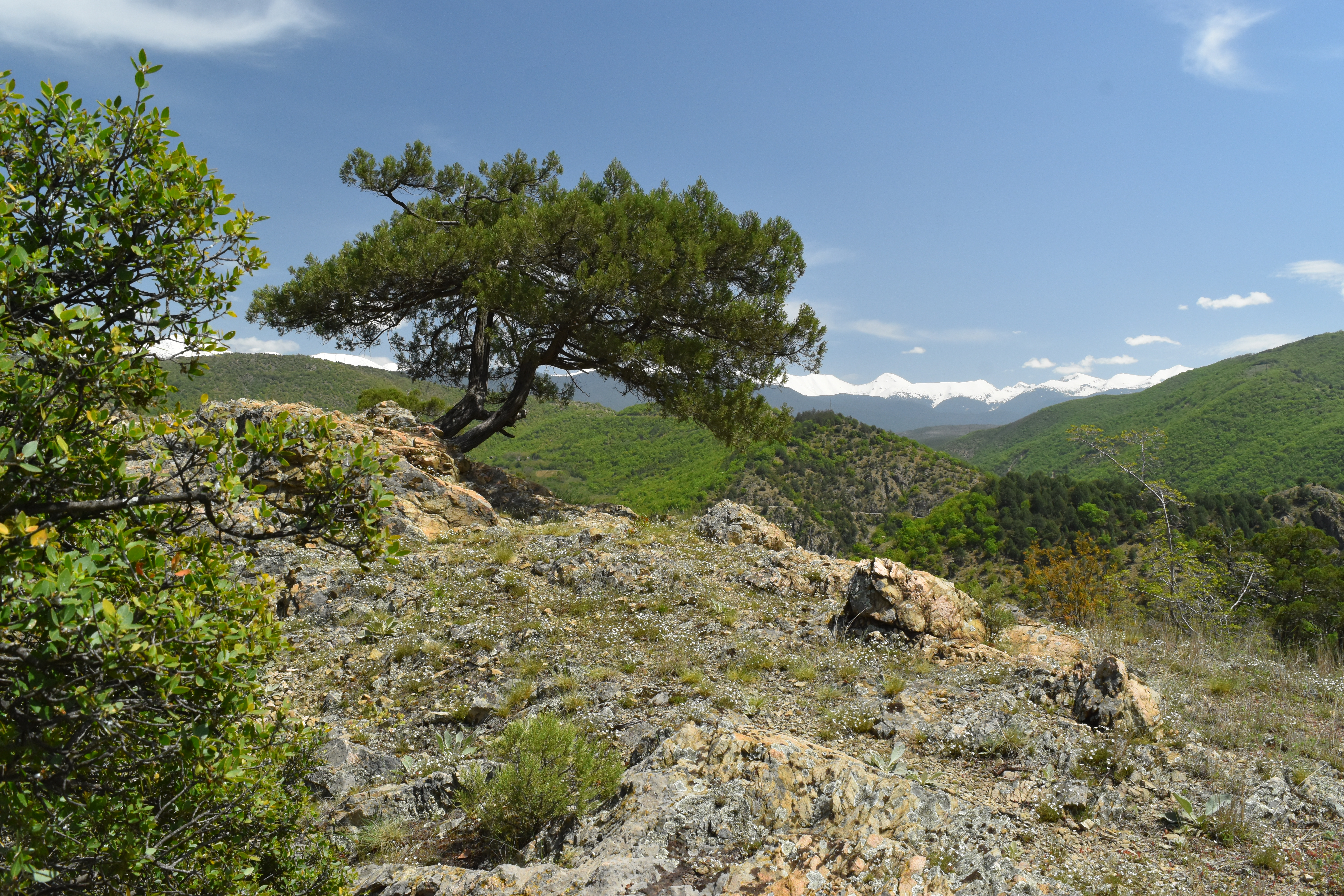
La riserva di Tisata protegge la flora mediterranea sempreverde della gola di Kresna, compresi i più grandi habitat della Bulgaria del ginepro greco e dell'olivo verde

La gola di Kresna si trova vicino ai villaggi di Palat, Drakata e Krupnik mentre è circondata dai monti Pirin e Maleshevska. La golaha un clima mediterraneo transitorio, poiché si trova tra le zone climatiche centro-europea e mediterranea. Il fiume Struma attraversa la gola e rappresenta la caratteristica geologica principale. Vicino alla sponda del fiume ci sono terreni sedimentari che si trasformano in terreni alluvionali poco profondi con terreno marrone sul lato. Il terreno roccioso varia in tutta la gola, comprendenti i pendii sassosi, le grandi scogliere verticali e le piccole sezioni rocciose.

## Ecologia
Il tratto meridionale della gola divide in due la riserva naturale di Tisata. La gola ospita molte importanti specie di piante mediterranee, habitat, paesaggi e avifauna. Ci sono circa 31 specie di rettili, 75 specie di mammiferi e 232 specie di uccelli in questa gola relativamente piccola. La gola di Kresna è considerata un sito di conservazione di Natura 2000, per la sua importanza nella protezione delle specie in via di estinzione. Alcune specie di uccelli, come i cormorani, potrebbero non nidificare e riprodursi nella gola, ma utilizzano le risorse come parte di passaggi più lunghi e rotte migratorie. Le risorse fornite dalla gola sono cruciali e servono come principali siti di stazionamento per le specie minacciate e rare come il capovaccaio.
Ci sono diversi tipi di foreste situate all'interno della gola, inclusi diversi tipi di querce come Quercus pubescens, Carpinus orientalis e Fraxinus ornus. Considerando il clima, qui prosperano specie tipiche della flora mediterranea come la Quercus coccifera e la Phillyrea. L'entità della vegetazione e della popolazione vegetale a Kresna fornisce una base per le varie popolazioni di uccelli e altri animali che vivono qui.

## Autostrada Struma
L'autostrada Struma, un progetto che fa parte del corridoio europeo dei trasporti n. IV, dovrebbe attraversare la gola di Kresna. L'autostrada è vista dall'Unione europea, così come dal governo bulgaro, come una via commerciale e turistica vitale, e riceve finanziamenti dalla Banca Europea per gli Investimenti (BEI). L'autostrada fornirà un passaggio dalla Germania e dall'Ungheria alla Grecia e mira a rilanciare l'economia bulgara. Il progetto, però, avrà anche degli effetti distruttivi per gli abitanti della gola e del suo ecosistema. Con l'attuale strada nella valle, la mancanza di un'adeguata mitigazione ha già portato a molti incidenti stradali nel corso degli anni; con la costruzione del nuovo progetto autostradale si prevede un aumento del tasso di mortalità animale, non solo per incidenti stradali diretti, ma anche per gli effetti della deforestazione e della perdita dell'habitat.
La gente del posto nei villaggi vicini temono che i loro negozi e mezzi di sussistenza saranno abbandonati quando verrà aperta l'autostrada. Temono anche che Kresna attiri meno turisti e che i giovani residenti migrino in altri paesi.
L'Unione europea ha finanziato sia il governo bulgaro per costruire l'autostrada che i gruppi ambientalisti che difendono la natura a rischio di estinzione con la costruzione. C'è stata una lunga battaglia tra governo e imprese edili da un lato e residenti e associazioni ambientaliste dall'altro.